# Biciklistički ultramaraton Vukovar – Dubrovnik
Biciklistički ultramaraton Vukovar – Dubrovnik  je godišnji športsko-rekreativno-edukativni biciklistički projekt koji se održava kroz cijelu Hrvatsku.
Duljina je 1100 kilometara. Vozi ga deset biciklista s višegodišnjim biciklističkim iskustvom.
Organizira ga Biciklistička udruga "Brod".
Cilj ovog ultramaratona je očuvati dignitet Domovinskog rata te probuditi sjećanje na sve poginule i nestale hrvatske branitelje, a sa športske strane, promicati biciklizam. Maraton još za cilj ima povezati panonsku i jadransku Hrvatsku i podsjetiti na ratna stradanja u svim dijelovima Hrvatske te mladima kroz to podsjećanje na prošlost poslati opomenu za budućnost.
Vožnja traje pet dana.
Vozi se u sedam dionica. Sudionici vožnju započinju kod Ovčare, a završavaju u Dubrovniku.
Prvi se je put održao 2009. godine.
Godine 2012. prošao je ovom stazom: s Ovčare je krenuo 28.lipnja, preko Vinkovaca, Slavonskog Broda, Nove Gradiške, Okučana, Novske, Kutine, Popovače, Siska, Petrinje, Gline, Vojnića, Karlovca, Duge Rese, Senja, Starigrad Paklenice, Zadra, Šibenika, Splita, Makarske, Ploča, Stona,  Slanog, a cilj je bio u Dubrovniku.
Turistička zajednica grada Dubrovnika je bila pokrovitelj boravka u Dubrovniku za sudionike ultramaratona Vukovar – Dubrovnik u svim dosadašnjim izdanjima (stanje 14. srpnja 2012.).

## Unutarnje poveznice
- Biciklistička utrka Kroz Hrvatsku Vukovar – Dubrovnik
- Memorijalni ultramaraton Zagreb – Vukovar – “Putevi dragovoljaca HOS-a i bojovnika Domovinskog rata“ (od 2002.)
- Memorijalni ultramaraton „Od Velikog do Malog Vukovara“, Vukovar – Sunja (od 2018.)

## Vanjske poveznice
- MUP RH Biciklistički maraton Vukovar-Dubrovnik